# Tháng 7 năm 2012
Tháng 7 năm 2012 bắt đầu vào Chủ Nhật và kết thúc sau 31 ngày vào Thứ Ba.

## Chủ đề:Thời sự
| << Tháng 7 năm 2012 >> |    |    |    |    |    |    |
| CN                     | T2 | T3 | T4 | T5 | T6 | T7 |
| 1                      | 2  | 3  | 4  | 5  | 6  | 7  |
| 8                      | 9  | 10 | 11 | 12 | 13 | 14 |
| 15                     | 16 | 17 | 18 | 19 | 20 | 21 |
| 22                     | 23 | 24 | 25 | 26 | 27 | 28 |
| 29                     | 30 | 31 |    |    |    |    |
|                        |    |    |    |    |    |    |

| Giới thiệu trang này |

| Sự kiện đang tiếp diễn                                                     |
| -------------------------------------------------------------------------- |
| - Đại Suy thoái - Khủng hoảng nợ công châu Âu - Khủng hoảng kinh tế Hy Lạp |

| Mới mất |
| --- |
| Tháng 7 - 31: Gore Vidal - 30: Maeve Binchy - 30: Chris Marker - 27: Tony Martin - 27: R. G. Armstrong - 27: Geoffrey Hughes - 27: Jack Taylor - 27: Darryl Cotton - 26: Pat Porter - 26: Mary Tamm - 25: Franz West - 24: Chad Everett - 24: Sherman Hemsley - 24: John Atta Mills - 23: John Treloar - 23: Frank Pierson - 23: Sally Ride - 22: Oswaldo Payá - 21: Alexander Cockburn - 21: Angharad Rees - 20: Alastair Burnet - 20: Simon Ward - 19: Humayun Ahmed - 19: Omar Suleiman - 18: Yosef Shalom Elyashiv - 18: Dawoud Rajiha - 18: Rajesh Khanna - 17: Marsha Singh - 16: William Asher - 16: Kitty Wells - 16: Stephen Covey - 16: Jon Lord - 15: Celeste Holm - 14: Don Brinkley - 13: Sage Stallone - 13: Richard D. Zanuck - 12: Dara Singh - 11: Joe McBride - 10: Dolphy - 10: Eva Rausing - 9: Miinnehoma - 9: Terepai Maoate - 8: Gyang Dalyop Datong - 8: Ernest Borgnine - 7: Leon Schlumpf - 6: Angelo Paternoster - 5: Gerrit Komrij - 4: Eric Sykes - 3: Sergio Pininfarina - 3: Andy Griffith - 2: Tsutomu Koyama - 1: Alan G. Poindexter |

| Xung đột tiếp diễn |
| --- |
| - Chiến tranh chống khủng bố - Hải tặc Somalia - Xung đột Ả Rập-Israel - Yemen trấn áp al-Qaeda - Chiến tranh Afghanistan - Bạo loạn ở miền Nam Thái Lan - Tranh chấp chủ quyền Biển Đông - Xung đột biên giới Campuchia–Thái Lan - Chiến tranh ma túy Mexico - Xung đột nội bộ tại Peru |

| sửa thanh bên |
|               |